# بيل غراهام (كاتب)
بيل غراهام (بالإنجليزية: Bill Graham)‏ (و. 1939  م) هو محامي، وسياسي، ودبلوماسي، وكاتب سيناريو كندي، ولد في مونتريال، هو عضوٌ في الحزب الليبرالي الكندي.

## مناصب
تولى منصب عضو مجلس العموم الكندي
- وزير الشؤون الخارجية
- زعيم الحزب الليبرالي..

## التعليم
تعلم في كلية الثالوث ‏، وكلية كندا العليا.